# Liga Aquea
La Liga Aquea (en griego antiguo: τὸ Ἀχαϊκόν, tò Achaïkón) fue una confederación de ciudades de Acaya, la antigua región  griega que se extendía por la costa nordeste del Peloponeso.
En su apogeo, la Liga llegó  a controlar toda la península del Peloponeso, excepto el sur de la  región de Laconia. El dominio romano de Acaya condujo a su disolución en el año 146 a. C., tras la Guerra Aquea.

## La primera liga
Existió una primera liga en el siglo V a. C., formada por la unión de cuatro ciudades, y que apenas intervino en las guerras de este siglo. En la época de Heródoto, constaba de doce polis: Pelene, Egira, Egas, Bura, Hélice, Egio, Ripes, Patras, Faras, Óleno, Dime, y Tritea. Ripes y Egas desaparecieron enseguida, y fueron reemplazadas por Cerinea y Leontio. Los lazos que unían a estas ciudades no son bien conocidos, y la naturaleza de la liga sería más bien religiosa que política. La sede de la Liga era Hélice y el dios tutelar, Poseidón. Sin embargo esta ciudad fue destruida por un maremoto hacia el 373 a. C. 
En 338 a. C., en la batalla de Queronea, luchó al lado de Atenas y de Tebas, y fue vencida por los macedonios. Al quedar muy debilitada, no pudo participar en la guerra lamiaca, tras la muerte de Alejandro Magno. 
La liga fue disuelta de hecho: Demetrio Poliorcetes y Casandro de Macedonia impusieron guarniciones a las ciudades y, a menudo a un tirano bajo su control. Las ciudades fueron, por tanto, separadas.

## La liga helenística
La Liga Aquea era una confederación en la que cada Estado o ciudad miembro era autónomo, pero todos los miembros participaban en el Consejo que se reunía dos veces al año para formular la política exterior común y para promulgar la legislación relativa a cuestiones económicas tales como la moneda. Entre los principales dirigentes de la Liga Aquea destacaron los generales Arato de Sición y Filopemen de Megalópolis.
Tras la muerte de Lisímaco de Tracia (281 a. C.), casi 50 años después de la muerte del rey macedonio Alejandro Magno y la posterior lucha interna en Macedonia, la Liga Aquea fue restablecida (Polibio fecha este hecho en la olimpiada 124.ª (284-281 a. C.), cuando Antígono II Gónatas, hijo de Demetrio Poliorcetes, intentó apartar del trono de Macedonia a Ptolomeo Cerauno. 
La sede donde se reunían los representantes de las ciudades de la liga era el recinto sagrado de Zeus Hamario, Homario u Homagirio, en la ciudad de Egio, junto al que se hallaba también un santuario de Deméter. Este lugar continuó siendo el lugar de reunión de los aqueos al menos hasta el siglo II.
Aprovechando el debilitamiento de su enemigo, los aqueos expulsaron de sus ciudades a las guarniciones macedonias y a los tiranos a su sueldo. Las primeras que expulsaron a los macedonios fueron Patras y Dime, ejemplo seguido por Tritea y Faras y las invasiones de los galos, dirigidos por Breno, impidieron la reacción macedonia. A las cuatro ciudades anteriores se unieron Egio y Bura (275 a. C.), y a continuación Cerinea. De las antiguas ciudades de la Liga, solo quedaron Leontio, Egira y Pelene (Hélice ya no existía y Óleno quedó deshabitada por aquella época). Finalmente las tres se adhirieron y la Liga quedó formada por 10 polis. Dotaron a la liga con instituciones federales: todas las polis en pie de igualdad, debían comportarse como los miembros de un Estado, obedecer a un gobierno federal y no negociar separadamente con las otras ciudades. El Estado federal pareció ser la única manera de hacer frente a los Estados helenísticos. 
A partir de 255 a. C.–254 a. C., su magistrado principal era un strategos, reelegible, pero nunca durante dos años consecutivos. Además, la confederación fue reforzada con la unión de Sición. Aunque inicialmente solo había un estratego, después fueron dos. Los primeros 25 años gobernaron juntos dos strategos (280 a. C. a 255 a. C.), pero a partir de esta fecha solo se designaba uno. El primero fue Marcos de Cerinea y se eligió un hipparcos o jefe de la caballería. También había un subestrategos (hupostrategos), pero no se saben sus funciones; un secretario (grammateos); y un comité permanente de diez miembros (demiurgos) seguramente uno por cada ciudad, que dirigían la administración de la Liga y presidían la Asamblea. Todos estos cargos eran anuales y si el strategos moría durante el ejercicio de su mandato, su antecesor tomaba el cargo por el tiempo que le restara al fallecido.
En ambas instituciones, Boulé (Consejo) y Ekklesía (Asamblea), tomaban parte los ciudadanos mayores de treinta años. Las reuniones ordinarias eran llamadas sýnodoi y parece ser que tenían lugar cuatro al año, asistidas por el Consejo y la Asamblea. Las reuniones extraordinarias se denominaban sýnklētoi. Hacia el año 200 a. C., la Ekklesía solo era convocada para las reuniones extraordinarias, y para asuntos de guerra o alianza. La cuestión a debatir debía ser conocida previamente y únicamente ésta era tratada.

### Arato de Sición
La Liga se desarrolló muy rápido bajo la autoridad de Arato de Sición, quien con solo 20 años de edad, accedió al cargo de strategos en 245 a. C. Cuando Arato liberó a Sición de su tirano consiguió que la ciudad se uniese a la Liga (251 a. C.), pese a su origen dorio. Asumió la misión de liberar de tiranos el Peloponeso, quienes eran, en general, partidarios del Reino de Macedonia, y unió a las ciudades a la confederación. Durante unos años muchas ciudades derrocaron a los tiranos. Arato recibió el apoyo financiero de Egipto. En 243 a. C. consiguió expulsar de Corinto a la guarnición macedonia.
Antígono II Gónatas, rey de Macedonia, y su sucesor Antígono III de Macedonia, se aliaron con los etolios, pero fueron derrotados por Arato. En 243 a. C., con un golpe audaz, se apoderó del Acrocorinto, expulsó al tirano de Corinto y a la guarnición macedonia y consiguió que Corinto volviera a la Liga. También consiguió que Atenas entrara en la Liga, de buen o mal grado. 
Después del reforzamiento de la confederación con la unión de Sición, Corinto, y Argos, se adhirieron las ciudades que siguen entre (251 y 229 a. C.): las ciudades de origen no dóricas pudieron formar parte de la misma. Se sumaron Megara (istmo de Corinto), y las polis argivas de Trecén y Megalópolis en el año 239 a. C. y Epidauro. Fuera del Peloponeso, también se sumaron las islas de Egina y Salamina. Fue la época del apogeo de la Liga, que controlaba todo el Peloponeso, a excepción de Tegea, Orcómeno, Mantinea y Elis. 
Entre 239 y 235 a. C., la Liga se enfrentó al reino de Macedonia, en la que se ha venido en llamar la guerra demetriaca. En 235, Lidíadas, tirano de Megalópolis, restableció la federación de ciudades, que voluntariamente se adscribieron. Fue strategos en varias ocasiones y se enfrentó a Arato más de una vez.
Daba la impresión de que Arato acabaría dominando todo el Peloponeso, pero Esparta, aproximadamente en el 235 a. C., bajo la dirección del rey espartano Cleómenes III, se opuso a estos planes. Cuando Arato se apoderó de Orcómeno, Tegea y Mantinea, ciudades arcadias que se habían unido a la Liga Etolia, la cual a su vez las había cedido a Esparta, estalló la guerra (227 a. C.), a la que Polibio denomina Guerra de Cleómenes, en un intento de obligar a los aqueos a entrar en una confederación peloponesia. Los aqueos fueron vencidos en diversas batallas y perdieron algunas ciudades. Finalmente, accedieron a entrar en alianza con Esparta con el rey Cleómenes como jefe de dicha confederación. Tras dos importantes derrotas, Arato pidió entonces auxilio a Antígono III Dosón, quien puso a Acaya bajo la protección de Macedonia. Las negociaciones con Cleómenes fracasaron y la guerra se reanudó en 224 a. C. Cleómenes III fue finalmente derrotado en Selasia en 222 a. C. Como precio por la ayuda de su antiguo enemigo, la Liga se vio sometida otra vez a Macedonia. Cleómenes partió hacia Egipto y Antígono se hizo el amo de Esparta, pero no dio nuevas posesiones a la Liga Aquea.
En 220 a. C. comenzó la invasión del Peloponeso por los etolios. Los aqueos fueron derrotados y Arato solicitó de nuevo socorro a Macedonia, donde ya reinaba Filipo V. El rey macedonio dirigió la guerra con acierto y los etolios hubieron de pedir la paz en 217 a. C.
La Liga gozó de unos años de paz, pero supeditada a la política macedonia. Es posible que Arato fuera envenenado por orden de Filipo en 213 a. C.

### Filopemen
La Liga se regeneró con Filopemen, que introdujo reformas en el ejército y adoptó las tácticas de los macedonios y pudo obtener una cierta independencia. Derrotó a Macánidas, tirano de Esparta (218 a. C.), demostrando que el ejército aqueo volvía a ser poderoso.
En las llamadas guerras macedónicas entre Filipo V y Roma, la Liga se decantó por la República Romana, y firmó un tratado de paz (198 a. C.). Los siguientes años la Liga emprendió la Guerra contra Nabis, rey espartano, sucesor de Macánidas como tirano de Esparta. Nabis murió asesinado por manos etolias en 192 a. C. Es entonces cuando Filopemen consiguió que Esparta se uniera a la Liga, a la que también entró en 191 a. C. Mesenia y Élide, con lo que todo el Peloponeso era parte de la Liga, pero el tratado con Roma limitaba su poder. 
En 188 a. C. Filopemen decidió arrasar les fortificaciones de Esparta y abolir las leyes de Licurgo y fue censurado por el Senado Romano. La Liga y el Senado concertaron esta y otras decisiones, pero cada vez era más evidente el control de Roma. A pesar del reconocimiento de la independencia de la Liga, Filopemen era partidario de la soberanía y de no provocar a Roma por mantener la independencia, y después de su muerte siguieron la misma política Licortas, Jenón y Polibio.

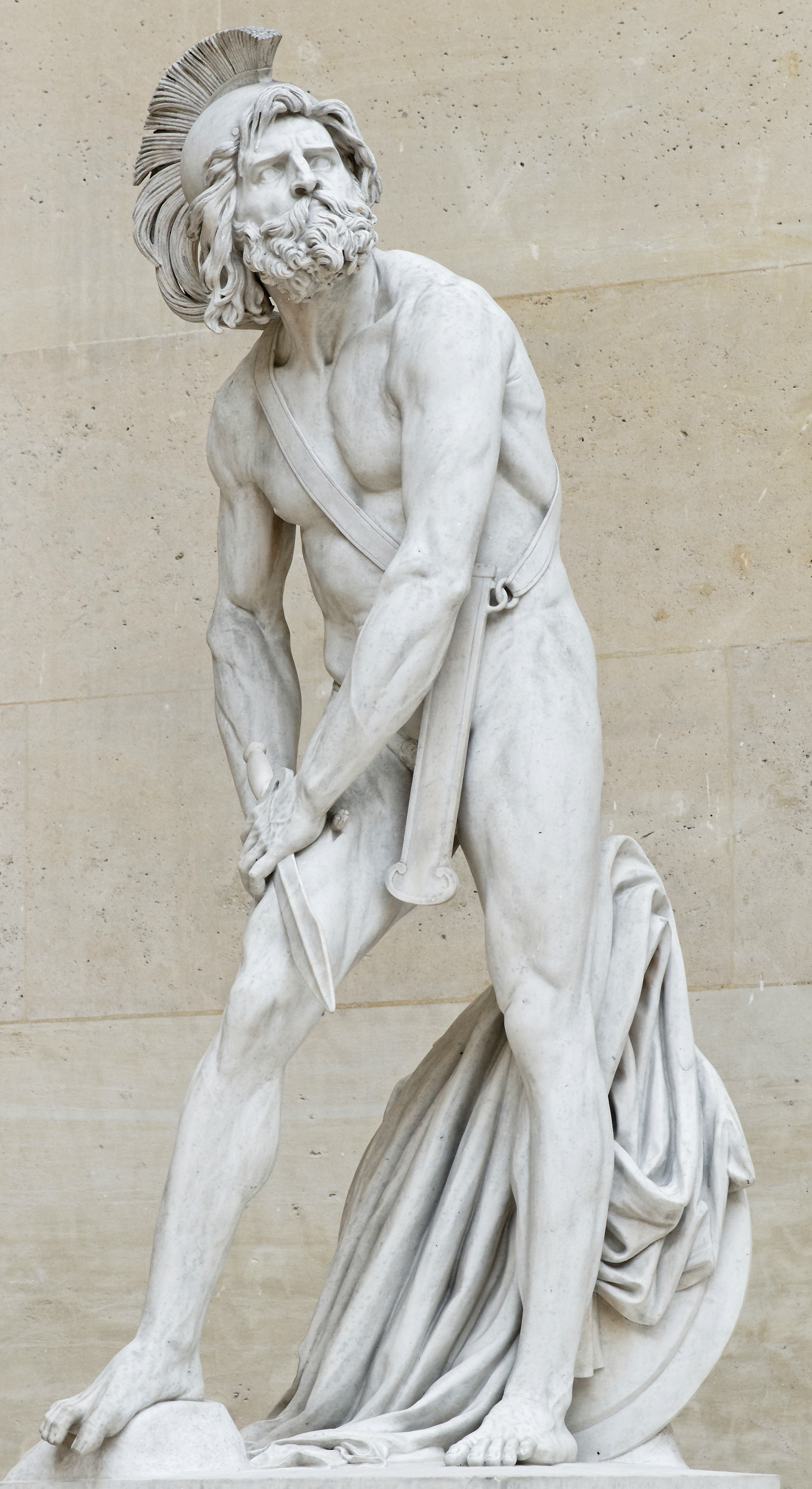
Philopoemen blessé (Filopemen herido) (1837). Escultura de mármol de David d'Angers.
La Liga Aquea en 194 a. C.
La Liga Aquea en 188 a. C.

### Calícrates
Por el contrario, Calícrates de Leonte encabezaba el partido prorromano, partidario de ser un estado vasallo, pero engrandecido gracias a la ayuda romana. Después de la derrota del rey macedonio Perseo por los romanos, Calícrates envió a Roma a mil aqueos escogidos, que fueron acusados de ayudar al rey macedonio (167 a. C.) y que permanecieron como prisioneros en Italia durante 17 años, tras los cuales, cuando solo quedaban con vida 300, les fue permitido el retorno por el Senado. Entre los que regresaron estaba Polibio, el historiador.

### Critolao

La Liga Aquea en 150 a. C.

Algunos reclamaban la guerra contra Roma. En aquel momento existía una disputa entre la Liga y Esparta, y el Senado Romano envió una embajada a Grecia en 147 a. C., que exigió la salida de la Liga, de Esparta, Argos y Corinto, para que en la confederación aquea únicamente quedasen ciudades aqueas. Esta exigencia fue rechazada por la Liga y el strategos de la misma, Critolao, convenció a las demás polis de ir a la guerra. La Liga declaró la guerra a Esparta, lo que equivalía a entrar en guerra con su protectora, Roma. En 146 a. C., Critolao marchó por Beocia hacia Tesalia, pero se retiró al toparse con Metelo, que venía de Macedonia. Se vio atrapado por el cónsul romano cerca de Escarfia, al sur de las Termópilas, y fue derrotado. Critolao desapareció y los aqueos se retiraron a Corinto, donde se presentó Metelo.

### Dieo
Dieo, sucesor de Critolao, decidió seguir la lucha, pues él mismo no había sido promotor y no podía esperar perdón de los romanos. Mientras, Metelo fue sustituido por el cónsul Mumio. Dieo obtuvo unos pequeños éxitos parciales y presentó batalla a los romanos ante Corinto, pero fue vencido fácilmente y la ciudad del istmo se rindió. Los romanos se cobraron una sangrienta venganza (los hombres fueron pasados por las armas y las mujeres y niños vendidos como esclavos). La ciudad fue saqueada e incendiada (146 a. C.). Aquello representó el final de la Liga. Su territorio se convirtió en la provincia romana de Acaya, que abarcaba toda Grecia, el sur de Tesalia y Macedonia.
En definitiva, la Liga no llegó, sin embargo, a unificar el Peloponeso bajo su égida: la secesión de Esparta, los maniobras romanas y su imprudencia, bajo la conducción de Filopemen y Critolao, condujeron a su disolución en 146 a. C., tras la guerra aquea; aunque poco después fue organizada una pequeña Liga Aquea que continuó bajo el Imperio romano.

## Estrategos de la Liga Aquea
- Marcos de Cerinea 255 a. C.-254 a. C.
- Arato de Sición 245 a. C.-244 a. C.
- Egialeo: Únicamente se sabe que su año de estratego está comprendido en alguna fecha entre 244 a. C. y 235 a. C.
- Arato de Sición 243 a. C.-242 a. C.
- Arato de Sición 241 a. C.-240 a. C.
- Arato de Sición 239 a. C.-238 a. C.
- Dietas 238 a. C.-237 a. C. o 236 a. C. - 235 a. C.
- Arato de Sición 237 a. C.-236 a. C.
- Arato de Sición 235 a. C.-234 a. C.
- Lidíadas de Megalópolis 234 a. C.-233 a. C.
- Arato de Sición 233 a. C.-232 a. C.
- Lidíadas de Megalópolis 232 a. C.-231 a. C.
- Arato de Sición 231 a. C.-230 a. C.
- Lidíadas de Megalòpolis 230 a. C.-229 a. C.
- Arato de Sición 229 a. C.-228 a. C.[8]
- Aristómaco de Argos 228 a. C.-227 a. C.
- Arato de Sición 227 a. C.-226 a. C.
- Hiperuates 226 a. C.-225 a. C.
- Timóxeno 225 a. C.-224 a. C.
- Arato de Sición 224 a. C.-223 a. C.
- Arato de Sición 222 a. C.-221 a. C.
- Timóxeno 221-220 a. C.
- Arato de Sición 220-219 a. C.
- Arato de Sición el Joven 219-218 a. C.
- Epérato 218 a. C.-217 a. C.
- Arato de Sición 217 a. C.-216 a. C.
- Timóxeno 216-215 a. C.
- Arato de Sición 215-214 a. C.
- Arato de Sición 213-212 a. C.
- Cicliadas 210 a. C.-209 a. C.
- Filopemén 209 a. C.-208 a. C.
- Lisipo 202-201 a. C.
- Filopemén 201-200 a. C.
- Cicliadas 200-199 a. C.
- Aristeno de Megalópolis 199-198 a. C.
- Nicóstrato 198-197 a. C.
- Aristeno de Megalópolis 195-194 a. C.
- Filopemén 193-192 a. C.
- Diófanes de Mitilene 192-191 a. C.
- Filopemén 191-190 a. C.
- Filopemén 189-188 a. C.
- Filopemén 187-186 a. C.
- Aristeno de Megalópolis 186 a. C.-185 a. C.
- Licortas de Megalópolis 185-184 a. C.
- Arcón 184-183 a. C.
- Filopemén 183-182 a. C.
- Licortas de Megalópolis 182-181 a. C.
- Hipérbato 181-180 a. C.
- Calícrates 180-179 a. C.
- Jenarco 175-174 a. C.
- Arcón 174-173 a. C. o 173-172 a. C.[9]
- Menálcidas de Esparta 151 a. C.-150 a. C.
- Dieo de Megalópolis 150 a. C.-149 a. C.
- Damócrito 149 a. C.-148 a. C.
- Dieo de Megalópolis 148 a. C.-146 a. C.
- Critolao de Megalópolis 147 a. C.-146 a. C.